# Stevan Doronjski
Stevan Doronjski (Krčedin, 26. rujna 1919. – Beograd, 14. kolovoza 1981.), srpski komunist iz Vojvodine, sudionik Drugog svjetskog rata u partizanima i jugoslavenski partijski i politički djelatnik. Glavni tajnik Saveza komunista Jugoslavije od 23. listopada 1979. do 20. listopada 1980. Studirao je veterinu.
Obavljao je iduće važne partijske i političke dužnosti u SFRJ:
- od 1945. do 1948. organizacijski tajnik Centralnog komiteta SKOJ-a
- od 1949. do 1951. organizacijski tajnik Pokrajinskog komiteta KPJ za Vojvodinu
- od 1951. do 1966. politički tajnik Pokrajinskog komiteta KPJ za Vojvodinu, odnosno Saveza komunista Vojvodine
- od 1965. do 1966. tajnik Gradskog komiteta SK Beograda
- na Drugom kongresu Komunističke partije Srbije 1949. godine, biran je za člana Centralnog komiteta KP Srbije
- na Četvrtom (1959.) i Petom kongresu Saveza komunista Srbije 1965. godine biran za člana Izvršnog komiteta Centralnog komiteta SK Srbije
- od 1966. do 1968. godine bio je tajnik Izvršnog komiteta Centralnog komiteta SK Srbije
- od Šestog (1952.) do Jedanaestog kongresa SKJ (1978.) biran je za člana Centralnog komiteta SKJ, odnosno na Devetom kongresu SKJ za člana Izvršnog biroa Predsjedništva SKJ
- na Desetom i Jedanaestom kongresu biran za člana Predsjedništva Centralnog komiteta SKJ
- od 23. listopada 1979. do 20. listopada 1980. godine glavni tajnik Saveza komunista Jugoslavije
- predsjednik Pokrajinskog odbora Narodnooslobodilačkog fronta, odnosno Glavnog odbora Socijalističkog saveza radnog naroda Vojvodine
- član predsjedništva Glavnog odbora Socijalističkog saveza radnog naroda Srbije
- član Centralnog odbora Socijalističkog saveza radnog naroda Jugoslavije
- član Saveznog odbora SUBNOR Jugoslavije
- predsjednik Izvršnog vijeća Narodne skupštine Vojvodine
- zastupnik svih saziva Narodne skupštine Vojvodine i Narodne skupštine Srbije
- zastupnik Narodne skupštine Jugoslavije od Drugog saziva
- od 1953. do 1963. bio je predsjednik Narodne skupštine AP Vojvodine
- od 1963. do 1965. potpredsjednik Izvršnog vijeća Narodne skupštine Srbije
- od 1974. član Predsjedništva SFRJ